# Línea Madrid-Valencia
La línea Madrid-Valencia es una línea férrea, perteneciente a la red ferroviaria española, que enlaza las estaciones de Madrid-Chamartín y Valencia-Norte a través de Alcázar de San Juan y Albacete. Se trata de una línea de ancho ibérico (1668 mm), electrificada y en vía doble, con una longitud total de 480,6 kilómetros. Construida en varias fases, a lo largo de su historia ha pasado por manos de varios propietarios. En la actualidad el ente público Adif es el titular de todas las instalaciones. Siguiendo la catalogación de Adif, es la línea «300».

## Historia

### Construcción y evolución
Los orígentes de esta línea se remontan a la construcción del ferrocarril Madrid-Aranjuez, de la mano del marqués de Salamanca (que había obtenido la concesión) y la «Sociedad del Ferrocarril de Madrid a Aranjuez», siendo inaugurada la nueva línea el 9 de febrero de 1851. En Madrid se construyó un primitivo embarcadero junto a la Puerta de Atocha. El marqués de Salamanca posteriormente obtuvo la concesión para prolongar la línea hasta Almansa, iniciándose la construcción de la misma en 1852. Para marzo de 1855 el tramo entre Madrid y Alcázar de San Juan se encontraba ya abierto al tráfico. En diciembre de 1856 la compañía MZA, de nueva creación, se hizo cargo de la concesión y de las obras, completándolas en 1857. Un año después, el 15 de marzo de 1858 se completó la construcción del ramal que enlazaba la línea general con Alicante.
Por su parte, en Valencia, bajo los auspicios del empresario José Campo Pérez, se comienzan las obras del ferrocarril que unió la capital valenciana con la localidad de Játiva, y cuya línea fue inaugurada el 21 de diciembre de 1854. Con posterioridad, Campo expandiría la línea hasta llegar a Almansa, en noviembre de 1859. Este ferrocarril quedó bajo control de la Sociedad de los Ferrocarriles de Almansa a Valencia y Tarragona (AVT), si bien con posterioridad pasaría a manos de la compañía Norte. Para comienzos de la década de 1860 ya estaba operativa la conexión ferroviaria entre Madrid y Valencia.
El empalme entre las líneas de MZA y Norte se realizaba en la estación de La Encina, donde ambas compañías mantenían instalaciones, si bien inicialmente los enlaces se realizaban a partir de la estación de Almansa. La Encina también constituía el enlace de la línea general con el ramal que iba hasta Alicante, inaugurada en 1858.
Una vez que el ferrocarril quedó completado, las compañías fueron construyendo nuevos enlaces ferroviarios. MZA pondría en marcha desde Alcázar de San Juan una línea que enlazaba la Meseta con Andalucía, concluida en 1866 y que se convertiría en una de las más importantes líneas férreas de España. Otro ferrocarril importante que puso en marcha MZA fue la línea que iba hasta Murcia y Cartagena, convirtiendo a la estación de Chinchilla en una de las más importantes de la red. La compañía «Norte», por su parte, construiría un ramal que enlazaba Alcoy con Játiva y que sería abierto al tráfico en 1904.

### La Guerra Civil
Tras el estallido de la Guerra Civil la mayor parte de la línea Madrid-Alicante quedó bajo control del gobierno republicano, aunque el avance de las fuerzas franquistas hacia Madrid supuso que esta quedase cortada por estas. Debido a ello, y para garantizar la comunicación de Madrid con Valencia, las autoridades republicanas pusieron en marcha la construcción de una línea férrea alternativa, el llamado «ferrocarril de los cuarenta días», que entraría en servicio a mediados de 1938. A esta se unió otra línea de carácter auxiliar que enlazaba Santa Cruz de la Zarza con Villacañas, en el trazado del Madrid-Alicante, y que igualmente entró en servicio en 1938. Aunque ambos ferrocarriles llegaron a ser utilizados con fines militares, lo cierto es que tuvieron una vida muy corta. Tras el final de la contienda el «ferrocarril de los cuarenta días» sería desmantelado, mientras que la línea Villacañas-Santa Cruz de la Zarza quedó abandonada —si bien volvería a ser utilizada años después—.

### Bajo RENFE y Adif
En 1941, con la nacionalización del ferrocarril de ancho ibérico, las líneas Madrid-Alcázar de San Juan-La Encina y La Encina-Játiva-Valencia quedaron integradas en la red de RENFE. Ante el gran tráfico que soportaba la línea, bajo administración de RENFE el trazado fue duplicado en su mayor parte y electrificado. No obstante, la línea perdería su posición hegemónica como enlace entre Madrid y Valencia con la entrada en servicio, en 1947, de una conexión directa a través de la línea Aranjuez-Valencia. RENFE también completaría, en 1976, la construcción de un ramal ferroviario que enlazaba Silla con Gandía. En enero de 2005, con la división de RENFE en Renfe Operadora y Adif, la línea pasó a depender de esta última.
En el Programa de Transporte Ferroviario de 1987 se planteó la introducción de velocidades superiores a 220 km/h en algunos tramos de la línea, como el Alcázar de San Juan-Albacete, lo que llevaría al Estado a realizar importantes inversiones de infraestructuras para su modernización. En línea con esta idea, para finales de la década de 1990 estaba previsto que la línea Madrid-Valencia se adaptara al ancho de vía europeo (1435 mm), si bien esta posibilidad fue finalmente cancelada y se apostó por la construcción de una conexión de alta velocidad con Levante, la cual entraría en servicio en 2010.

## Trazado y características
Su punto fuerte lo constituye su importancia como eje principal de la red convencional para conectar la Meseta con el Levante. Esta línea de 480,6 kilómetros de longitud, en ancho ibérico, está totalmente electrificada a 3 KV. Además, está en vía doble en la totalidad de su trazado, lo que le permite afrontar un activo tráfico en ambos sentidos.
El trazado de la línea combina varios kilometrajes simultáneos. El kilometraje de la sección comprendida entre Madrid-Atocha y La Encina se corresponde con el de la antigua línea Madrid-Alicante. En la estación de La Encina se reinicia el kilometraje, correspondiendo la sección La Encina-Almansa a la antigua línea Valencia-Almansa. Una tercera sección se corresponde al tramo comprendido entre las estaciones de Madrid-Atocha y Madrid-Chamartín, tomando la primera como punto de partida.

## Tráfico ferroviario
La línea cuenta con un intenso tráfico ferroviario tanto de pasajeros como de mercancías. Usan el trazado numerosos trenes de largo recorrido que provienen tanto de la región central como de Andalucía, Murcia o Cataluña. También son numerosos los servicios de Media Distancia que emplean esta infraestructura, como es el caso de las líneas 44, 45, 46, 47, 57, 58 y 61. Por último, las redes de Cercanías de Madrid y Valencia también utilizan una parte considerable del trazado.